# RAF Camora
Raphael Ragucci, más conocido como RAF Camora (Vevey, Suiza, 4 de junio de 1984) es un músico de dancehall y hip hop y productor austríaco. Con anterioridad usaba el nombre de RAF 3.0 o RafOMic.

## Vida y carrera

### Juventud e inicios
Rafael Ragucci nació en Vevey (zona de habla francesa de Suiza),  hijo de un austríaco del Vorarlberg y una italiana, A los seis años se mudó a Viena y creció en el distrito Rudolfsheim-Fünfhaus. Comenzó a rapear por primera vez únicamente en francés y a producir música. Fundó la agrupación Rapatoi con un amigo de origen polaco. De esa forma se hizo famoso en la escena del hip hop austríaco, aunque luego de un año y medio se separó de la agrupación.
Con 17 años entró en contacto con French Connection y más tarde fue integrante del grupo francoparlante Assaut Mystik. Como no se sentía miembro de la escena hip hop de habla alemana, decidió seguir rapeando solo en francés.
Camora conoció poco tiempo después a Joshi Mizu, con quien decidió formar el grupo de rap Balkan Express. El grupo se disolvió y solo quedaron Joshi Mizu, DJ Mezuian, Pimp Beats y RAF Camora, quienes formaron el grupo de rap Family Bizz, que se volvió conocido en el evento Life-Ball-Song y la prueba de sonido del Ö3, y en 2003 publicó el álbum Mystik & Balkan Express. Por cambios personales el grupo luego se separó nuevamente.

### 2006–2010: Primeras producciones y álbumes
En 2006 se publicó el EP Skandal con Emirez. RAF Camora produjo la mayor parte del álbum y apareció por primera vez como productor.
Al mismo tiempo se editó el álbum debut City Cobra, en el cual produjo numerosas canciones y fue invitado en la canción que lleva el nombre del título. En 2008 se publicó el primer mixtape de Camora: Therapie vor dem Album, que fue el puente entre el mixtape y su primer álbum solista que se publicó el 13 de noviembre de 2009 bajo el título Nächster Stopp Zukunft. En marzo de 2010 salió el álbum en colaboración Artkore, que hizo junto a Nazar.

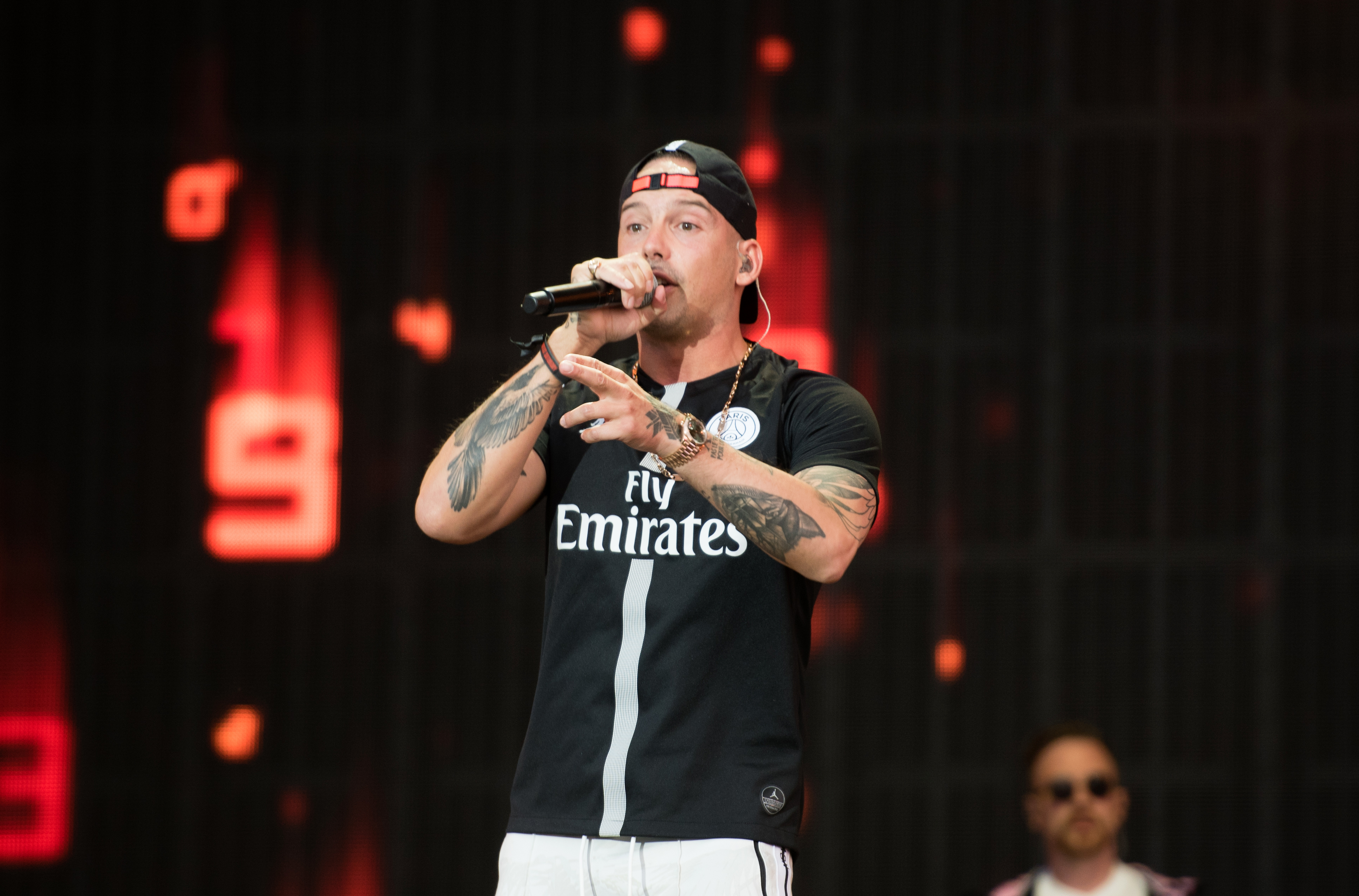
RAF Camora en vivo en el Openair Frauenfeld 2019

El 24 de diciembre de 2010 se publicó el mixtape Inedit 2003–2010. Este álbum incluyó canciones inéditas que se hicieron entre 2003 y 2010. DJ Maxxx participó en todo el álbum.

### 2011–2012:RAF 3.0
En enero de 2011 dio a conocer que desde ese momento solo aparecería bajo el nombre artístico de RAF 3.0. Aunque en una entrevista en septiembre de 2011, aseveró que cuando el nombre RAF 3.0 se estableciera, aun podría sacar un álbum con el antiguo nombre de RAF Camora. Se propuso editar su próximo álbum con este nombre artístico, para representar que tomaría caminos musicales diferentes a los que los fans de RAF Camora conocían y esperarían. El álbum RAF 3.0 (publicado en febrero de 2012 por la compañía discográfica de Viena Irievibrations Records) tuvo la participación de Sizzla, Konshens y Marteria, entre otros. El álbum alcanzó el puesto 7 en las listas alemanas.
El 3 de julio de 2012 Rafael Ragucci anunció en su sitio de Facebook que publicaría un nuevo álbum bajo su antiguo nombre, RAF Camora. Este sería el regreso del rapero que continuó su serie de mixtapes con Therapie nach dem Tod, que se publicó en forma limitada y solamente por envío desde el sitio de hip hop Mzee.com. El 7 de septiembre de 2012 se editó nuevamente, pero en iTunes. El 9 de septiembre publicó la versión instrumental del álbum (INEDIT-TNDT) en forma gratuita en internet, que incluye cuatro canciones exclusivas del mixtape original.

### 2013: Fundación de la compañía discográfica: Indipendenza
En enero de 2013 dio a conocer la creación de su propia compañía discográfica. El 5 de julio de 2013 apareció el segundo álbum del rapero, Hoch 2 bajo su nombre RAF 3.0, que alcanzó el puesto 1 en Alemania. Trabajó junto a Chakuza en el álbum en colaboración Zodiak, que apareció el 14 de marzo de 2014. En mayo de 2014 recibió el premio Amadeus en la categoría HipHop / R'n'B.
En 2015 se tomó una pausa artística y comenzó una etapa de autoconocimiento musical. Se centró en los cambios de la industria de la música y el espíritu de los tiempos, así como en un proyecto futuro.

### 2016-2019: Trabajo en conjunto con Bonez MC y progreso

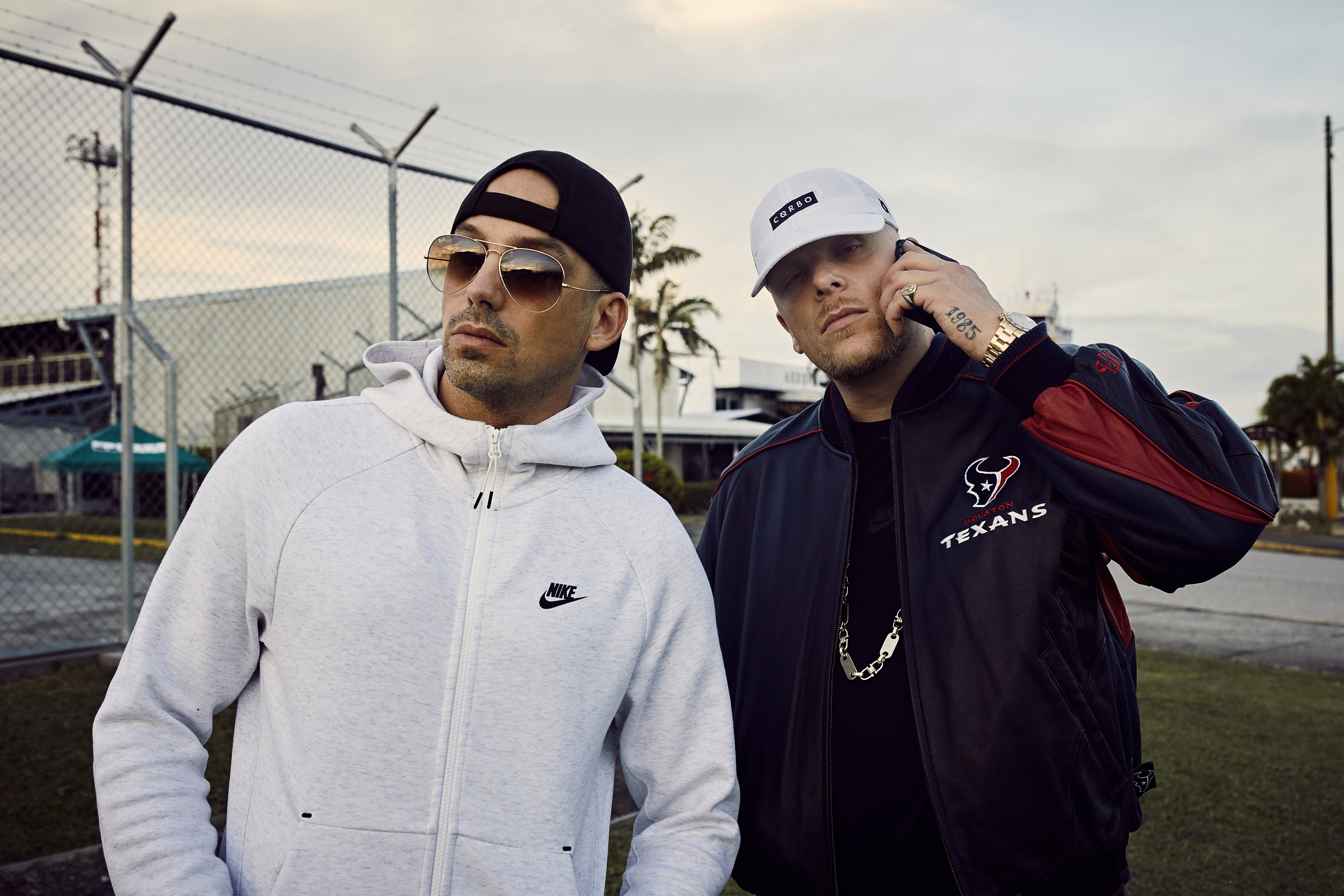
RAF Camora y Bonez MC trabajando en su nuevo álbum "Palmen aus Plastik 2" en 2018.

El 15 de abril de 2016 salió el cuarto álbum solista de RAF Camora, Ghøst, que alcanzó el puesto 3 de las listas alemanas. En septiembre del mismo año lo siguió el álbum en colaboración Palmen aus Plastik con Bonez MC, que es la producción más exitosa de RAF Camora. Llegó a la cima de las listas alemanas y logró más de 200.000 ventas, llegando a un Disco Platino en Alemania y en Austria (más de 15.000 ventas). Además obtuvo el Disco Diamante por más de 1.000.000 ejemplares vendidos del single Ohne mein Team en 2018, así como el de Oro en Austria (más de 7500 ventas). El sencillo Palmen aus Plastik obtuvo doble platino por más de 800.000 ventas.
En 2016 fundó junto a su compañero de negocios Ronny Boldt una agencia de arte y tomó el control de esta en septiembre de 2016 con Bonez MC.
El 25 de agosto de 2017 salió el quinto álbum solista de RAF Camora, Anthrazit. El 13 de noviembre se dio a conocer que Anthrazit tendría un sucesor. El 15 de diciembre de 2017 se publicó el álbum gratuito Anthrazit RR en Spotify y YouTube. Los álbumes llegaron a la posición de la cima en Austria y Alemania en las listas de álbumes y obtuvieron disco platino en Alemania (más de 200.000 ventas) y oro en Austria (más de 7500 ventas). Pocos días antes RAF Camora recibió el 1Live-Krone por Mejor Acto de Hip Hop Nacional.
Además fue nominado en la categoría Hip Hop / Urbano Internacional en 2014 y en 2017 (junto a Bonez MC) y 2018 en la categoría Hip Hop / Urbano nacional en los premios Echo. Obtuvo en 2018 el Premio Austríaco de Música Amadeus.
Al mismo tiempo trabajó en su nuevo estudio Anthrazit Studio, junto a Bonez MC y publicó el segundo álbum en colaboración Palmen aus Plastik 2 el 5 de octubre de 2018.
El álbum fue uno de los mejores comienzos del año por las ventas físicas, descargas y streaming. En Alemania y Austria llegó a estatus de oro y al primer puesto. Con 80 millones de streams en la primera semana, llegó al record de streaming en Alemania, Austria y Suiza con Palmen aus Plastik 2. Las primeras tres posiciones de las listas de singles las ocuparon Bonez MC y RAF Camora. Este logro es hasta la fecha único en la historia de las listas oficiales alemanas. Hasta ese momento ningún artista se había ubicado al mismo tiempo en tantas canciones del Top 10. Los dos raperos ubicaron 8 canciones. En el Top 20 aparecieron en 13 canciones. En el Ö3 de Austria Top 40 aparecieron en 13 pistas al mismo tiempo entre el Top 15 y provocaron un cambio en el conteo de las listas.

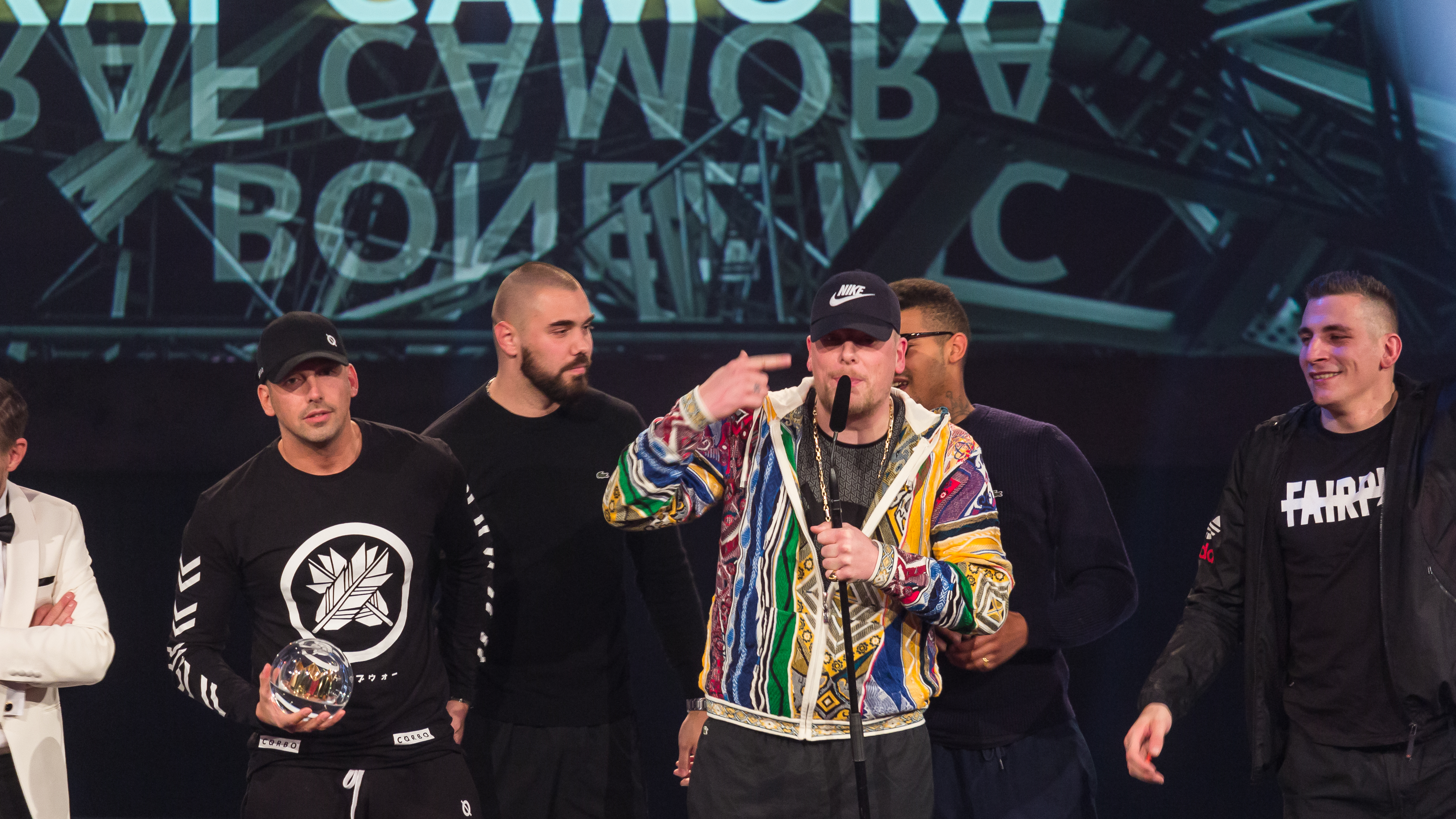
RAF Camora y Bonez MC reciben el premio 1LIVE Krone por Mejor Acto de Hip-Hop.

En el año 2019 se dio el Palmen aus Plastik 2 Tour, uno de los tours más grandes de la historia del hip hop alemán, cuyo éxito causó que se repitiera en el mismo año.

### 2019–2020: Fin de la carrera conZenit
El 1 de noviembre de 2019 salió el penúltimo álbum Zenit. Según sus dichos se concentrará en el futuro más en la producción y apoyo de nuevos talentos y artistas en su agencia de management así como en la ampliación de su línea de moda Cørbo y Team Platin. En la caja del álbum Zenit reveló RAF Camora que así como antes con el álbum Anthrazit, iba a ver una versión RR de Zenit. Zenit RR salió el 10 de enero de 2020. Ambos álbumes llegaron a la posición de la cima y obtuvieron nivel oro en Alemania y platino en Austria.
Su tour del álbum Zenit, planeado para la primavera de 2020 debió ser postergado por la pandemia de COVID-19 para mayo de 2021.

## Discografía
Álbumes de estudio
- Nächster Stopp Zukunft (Wolfpack Entertainment, 13 de noviembre de 2009)[18]
- RAF 3.0 (Irievibrations, 24 de febrero de 2012, como RAF 3.0)[19]
- Hoch 2 (Indipendenza / BMG, 5 de julio de 2013 como RAF 3.0)[20]
- Ghøst (Indipendenza / BMG, 15 de abril de 2016)[21]
- Anthrazit (Indipendenza, 25 de agosto de 2017)[22]
- Zenit (Indipendenza, 1 de noviembre de 2019)[23]
- Zukunft (Indipendenza, 16 de juli de 2021)
- XV (Indipendenza, 23 de junio de 2023)